# Kolonia (Gdańsk)
Kolonia (dawniej:  Kolonia Nowe Szkoty, Nowe Młyniska, niem. Reichskolonie, Kolonie Neuschottland, Neu Schellmühl, kaszub. Kòlonijô) – osiedle w Gdańsku, w dzielnicach Wrzeszcz Dolny i Letnica.
Kolonia została przyłączona w granice administracyjne miasta w 1906. Osiedle należy do okręgu historycznego Wrzeszcz.

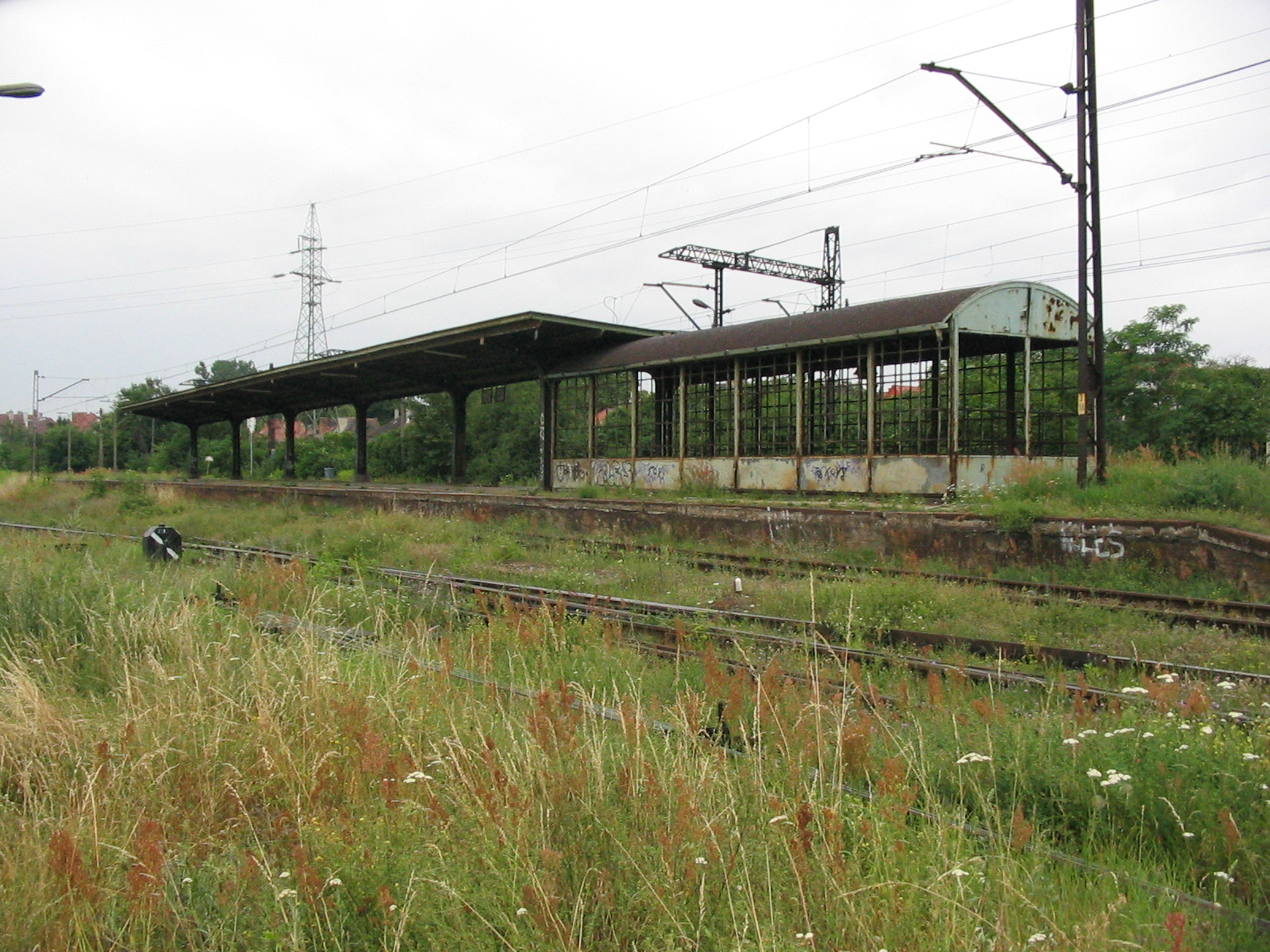
Przystanek SKM Gdańsk Kolonia, stan w lipcu 2006

## Położenie
Kolonia rozciąga się po obu stronach nieczynnej linii kolejowej Gdańsk Główny – Gdańsk Nowy Port, na trasie której znajduje się przystanek Gdańsk Kolonia (nie używany od 2005).
Część południowo-zachodnia należy do dzielnicy administracyjnej Wrzeszcz Dolny. Występuje tu niewysoka zabudowa typowa dla dzielnicy, w tym dla sąsiedniego osiedla Nowe Szkoty. W części położonej w bezpośrednim sąsiedztwie ul. Kościuszki zbudowano w latach 60. i 70. XX wieku niewielkie skupisko bloków mieszkalnych.
Po stronie wschodniej, należącej do dzielnicy administracyjnej Letnica, występują praktycznie tylko zabudowania przemysłowe.

## Historia
Była to część wsi klasztornej Strzyża (tereny rolnicze) do XVII, XVIII wieku, następnie do 1906 część majątku Młyniska. 11 listopada 1906 została włączona w obręb miasta Gdańska.
Od końca XIX wieku w Gdańsku rozwijał się przemysł i szybko wzrastała liczba ludności, której należało zapewnić mieszkania. W listopadzie 1906 został zakupiony teren o powierzchni około 64,5 ha, w dużej części porośnięty sadami. Grunt był położony między stoczniami, a portem. Pierwsze domy zostały zbudowane w 1907, a do 1915 trwała rozbudowa osiedla. W 1929 została otwarta szkoła im. Heleny Lange (obecnie Wydział Farmaceutyczny Gdańskiego Uniwersytetu Medycznego). W 1930 powstała niemiecka katolicka parafia i zbudowana została kaplica Świętego Krzyża.

### Inwestycje
Większość osiedla, po obu stronach torów, do 2010 zajmowały ogródki działkowe. W północno-wschodniej części osiedla, po wschodniej stronie torów, powstał jednak obiekt piłkarski Stadion Energa Gdańsk, na którym były rozgrywane mecze Euro 2012.